# Kanton Saint-Juéry
 Saint-Juéry is een kanton van het Franse departement Tarn. Het kanton maakt deel uit van het arrondissement Albi. In 2021 telde het 15.022 inwoners.

Het kanton werd gevormd ingevolge het decreet van 17 februari 2014 , met uitwerking op 22 maart 2015, met Saint-Juéry als hoofdplaats.

## Gemeenten
Het kanton omvatte 7 gemeenten bij zijn oprichting.
Op 1 januari 2017 werd de gemeente Labastide-Dénat toegevoegd aan de gemeente Puygouzon, die daarmee het statuut van commune nouvelle kreeg. Bij decreet van 5 maart 2020 werd daarom Labastide-Dénat overgeheveld naar het kanton Albi-2.
Sindsdien omvat het kanton volgende 6 gemeenten :
- Arthès
- Cambon
- Cunac
- Dénat
- Fréjairolles
- Saint-Juéry